# Pyrrosia pannosa
Pyrrosia pannosa là một loài thực vật có mạch trong họ Polypodiaceae. Loài này được (Mett. ex Kuhn) Ching miêu tả khoa học đầu tiên năm 1935.